# Biochemistry
Biochemistryは、アメリカ化学会が発行する生化学分野の学術誌である。2020年のインパクトファクターは3.162。
2004年から2016年まで、ヴァンダービルト大学のリチャード・N・アームストロング教授が責任編集者を務めていた。現在は、イェール大学のアランナ・シェパルツ教授が責任編集者を務めている。